# (68) Лето
(68) Лето (лат. Leto) — астероид главного пояса, принадлежащий к светлому спектральному классу S. Он был открыт 29 апреля 1861 года немецким астрономом Робертом Лютером в Дюссельдорфской обсерватории и назван в честь титаниды Лето, матери Артемиды и Аполлона в древнегреческой мифологии.

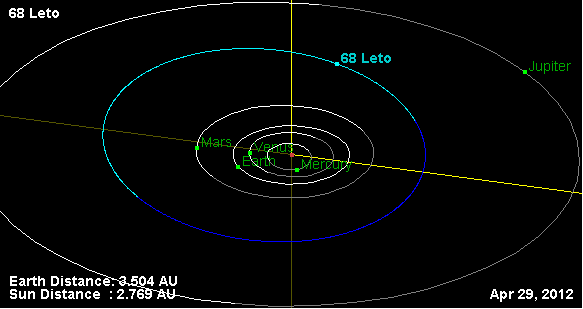
Орбита астероида Лето и его положение в Солнечной системе